# Афанасьев, Анатолий Александрович
Анато́лий Алекса́ндрович Афана́сьев (14 января 1942, с. Малый Узень, Саратовская область — 19 декабря 2020, Минск) — советский и белорусский физик, государственный и общественный деятель. Член-корреспондент Национальной академии наук Беларуси (2004), доктор физико-математических наук (1987), профессор (1991).

## Биография
Афанасьев родился в селе Малый Узень (Питерский район Саратовской области). После окончания в 1967 году Саратовского государственного университета им. Н. Г. Чернышевского он поступил в аспирантуру Института физики АН БССР, где впоследствии работал на разных должностях. В 1994—2003 годах он возглавлял организованную им Лабораторию волновых процессов, одновременно в 1998—2003 годах занимал должность заместителя директора института по научной работе. С 2003 года Афанасьев работал в Высшей аттестационной комиссии (ВАК) Республики Беларусь: сначала — первым заместителем председателя, а с января 2006 по июнь 2014 года — председателем ВАК.
Похоронен на Восточном кладбище Минска.
Среди учеников Афанасьева — 7 кандидатов и 2 доктора наук.

## Научная деятельность
Научные работы Афанасьева посвящены нелинейной оптике, лазерной физике. В частности, он провёл теоретический анализ явления обращения волнового фронта при четырёхволновом смешении, развил методы расчёта характеристик лазеров с распределенной обратной связью, изучил явление внутренней оптической бистабильности при отражении и прохождении излучения через плотную резонансную среду и генерации в ней солитонов, рассмотрел процессы взаимодействия встречных лазерных пучков в нелинейных средах. Эти результаты были использованы для создания ряда лазерно-оптических устройств. Отдельного упоминания заслуживают работы Афанасьева (проводимые совместно с А. Н. Рубиновым), в которых рассматриваются взаимодействия градиентных оптических полей с биообъектами (мембранами, клетками).

## Награды
- Государственная премия Республики Беларусь (2000)[2].

## Публикации
Афанасьев является автором более 200 научных работ, среди которых:
- P. Apanasevich, A. Afanas’ev, M. Korol’kov. Transient regime of a dynamic distributed feedback laser: Theory and numerical analysis. // IEEE Journal of Quantum Electronics, V. 23, P. 533—538 (1987).
- A.A. Afanas’ev, B.A. Samson. Multiconical emission at light counterpropagation in a resonant medium. // Phys. Rev. A, V. 53. P. 591—597 (1996).
- A.A. Afanas’ev, R.A. Vlasov, N.B. Gubar, V.M. Volkov. Hysteresis behavior in light reflection from a dense resonant medium with intrinsic optical bistability. // J. Opt. Soc. Am. B, V. 15, P. 1160—1167 (1998).
- A.A. Afanas’ev, A.G. Cherstvy, R.A. Vlasov, V.M. Volkov. Local-field effects in a dense ensemble of resonant atoms: Model of a generalized two-level system. // Phys. Rev. A, V. 60. P. 1523—1529 (1999).
- A.A. Afanas’ev, E.G. Tolkacheva, J. Tredicce, V.M. Volkov. Spatial instability of counterpropagating waves in nonlinear distributed feedback structures. // Phys. Rev. A, V. 60. P. 2375—2379 (1999).
- A.A. Afanas’ev, R.A. Vlasov, O.K. Khasanov, T.V. Smirnova, O.M. Fedotova. Coherent and incoherent solitons of self-induced transparency in dense, resonant media. // J. Opt. Soc. Am. B, V. 19, P. 911—919 (2002).
- А. А. Афанасьев, А. Н. Рубинов, Ю. А. Курочкин, С. Ю. Михневич, И. Е. Ермолаев. Локализация частиц сферической формы под действием градиентной силы в интерференционном поле лазерного излучения. // Квант. электрон., Т. 33, С. 250—254. (2003).